# 勞雷爾 (馬里蘭州)
勞雷爾（Laurel）是美國馬里蘭州喬治王子郡的一座城市，座落於帕塔克森特河的右岸，約翰霍普金斯大學應用物理實驗室即位於此城。人口30,060人。

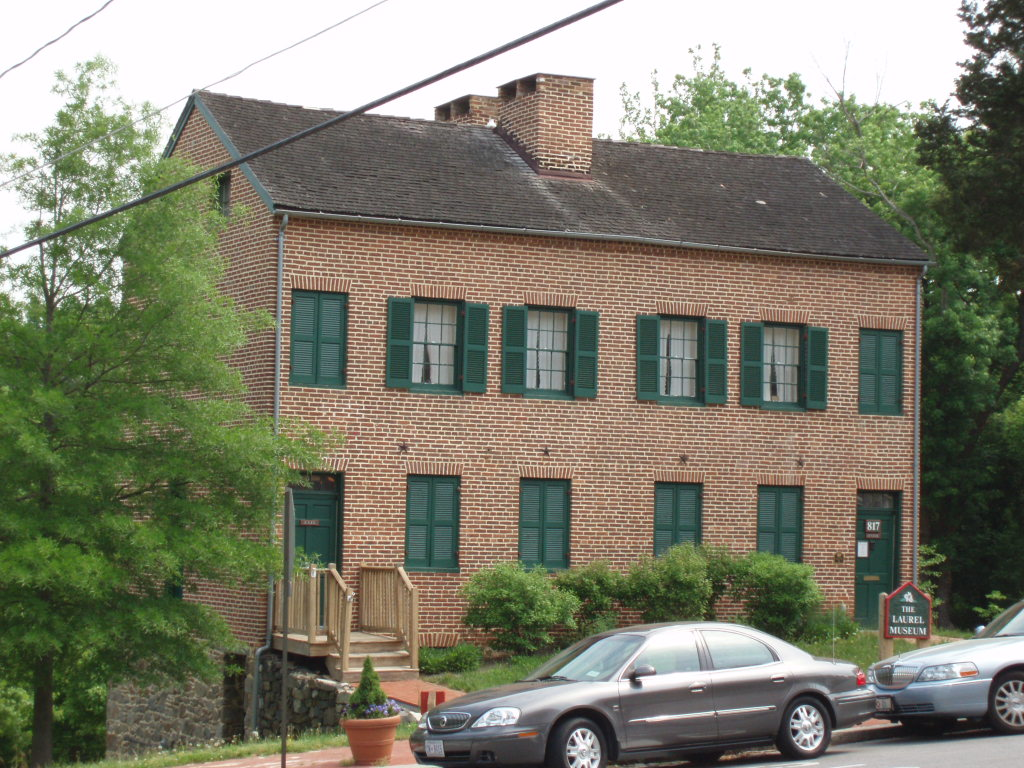
勞雷爾博物館